# Pietro Novelli

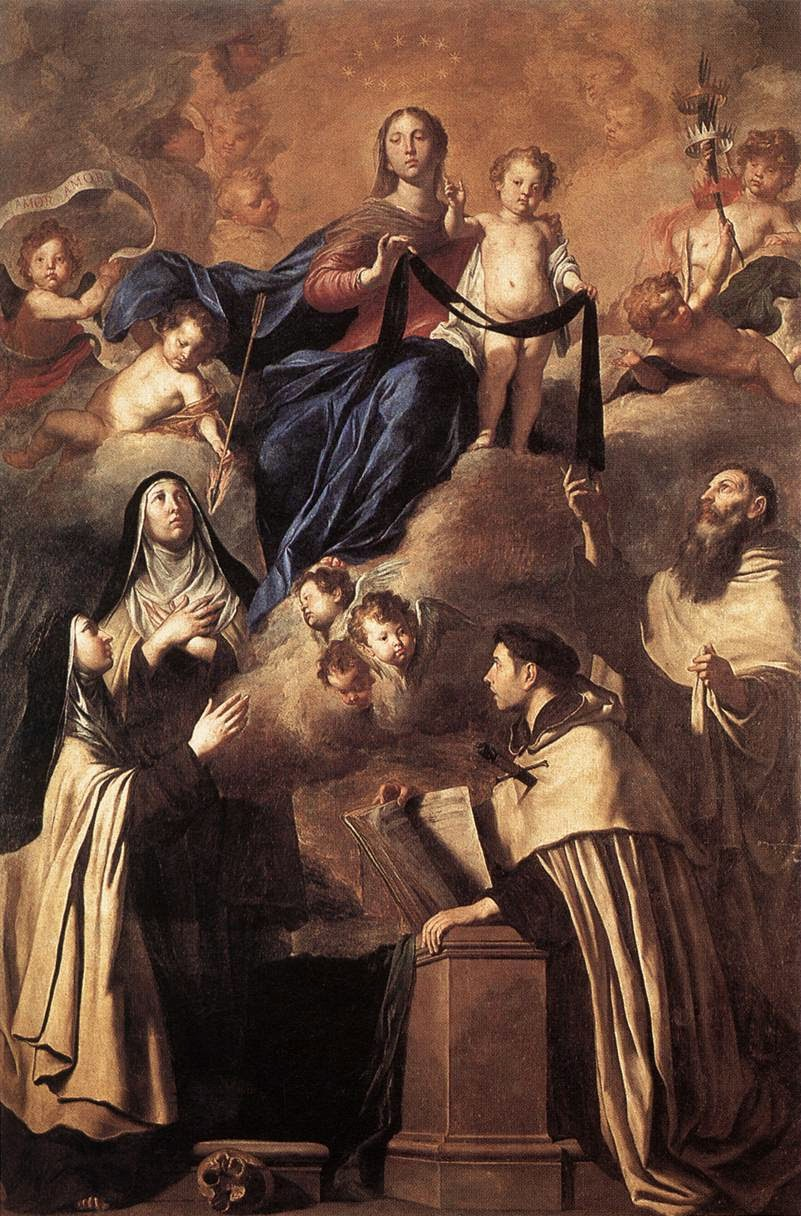
Vår Fru av berget Karmel och helgon (1641)

Pietro Novelli, född 2 mars 1603 i Monreale, död 27 augusti 1647 i Palermo, var en italiensk målare, arkitekt och scenograf under barocken, verksam i framförallt Palermo. Novelli är även känd som il Monrealese eller Pietro "Malta" Novelli för att skilja honom från hans far, Pietro Antonio Novelli.

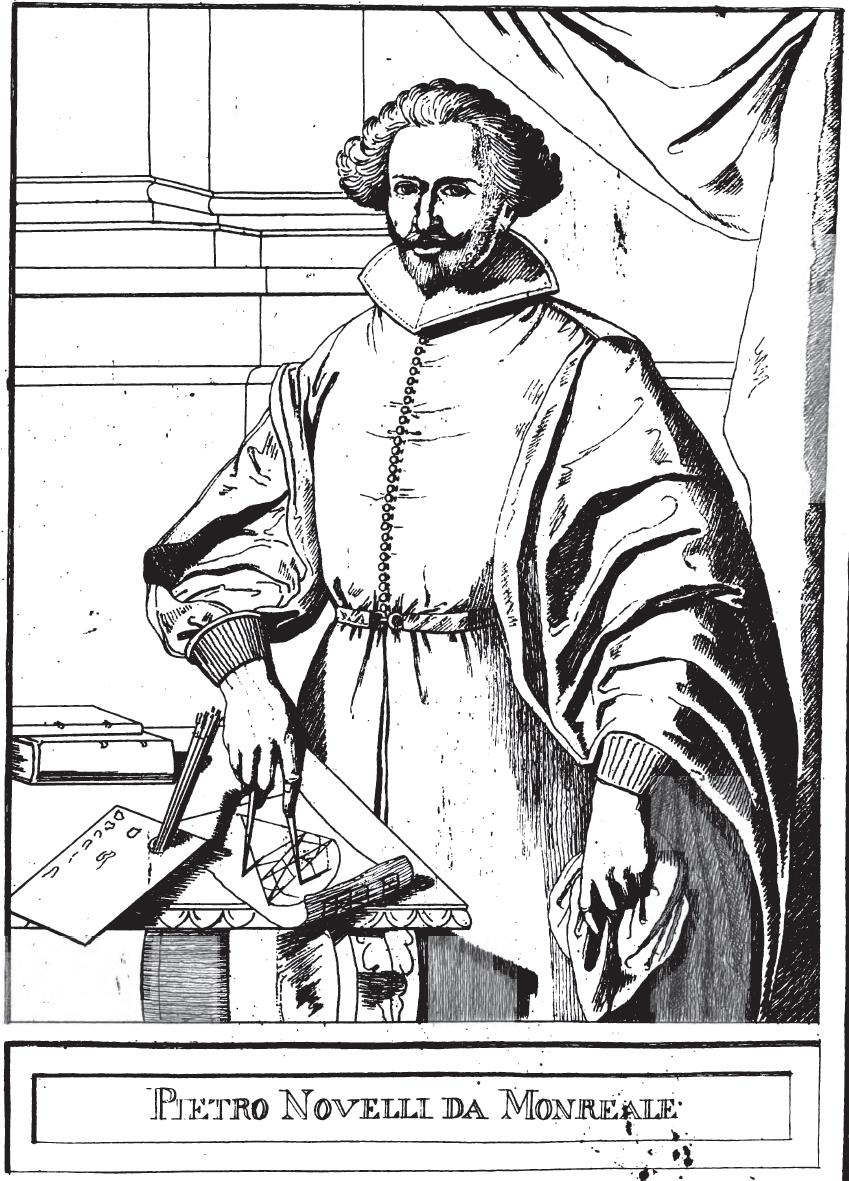
Pietro Novelli

Novelli lärdes upp av sin far som även han var en målare. 1618 flyttade Novelli till Palermo och blev lärling till Vito Carrera (1555-1623). Hans första daterade verk är Sankt Antonios Abboten för kyrkan Sant'Antonio Abate år 1626. Utvecklingen av hans stil tillskrivs till stor del influenser från Anthony van Dyck som besökte Sicilien 1624. Anthony van Dycks altartavla i bönekapellet i Santa Maria del Rosario i Palermo influerade många av dåtidens lokala konstnärer. Andra faktorer som inverkade på Novellis konstnärskap var caravaggisti (efterföljare till Caravaggio) eller tenebristi som var aktiva i Neapel (till exempel Jusepe de Ribera). Novelli målade också för kyrkan Santa Zita i Monreale.
En av hans elever var Francesco Maggiotto.